# شهرستان چارطاق
ناحیهٔ چارطاق (به ازبکی: Chartoq tumani / چارطاق تومانی) یک منطقهٔ مسکونی در ازبکستان است که در ولایت نمنگان واقع شده‌است. ناحیه چارطاق۳۶۰ کیلومتر مربع مساحت و ۱۴۳٬۹۰۰ نفر جمعیت دارد.